# Puente colgante
Un puente colgante es un tipo de puente en el que la plataforma (la parte que soporta la carga) cuelga por debajo de los cables de suspensión mediante tirantes verticales. Los primeros ejemplos modernos de este tipo de puente se construyeron a principios de 1800. Los puentes colgantes simples, que carecen de tirantes verticales, tienen una larga historia en muchas partes montañosas del mundo. Desde la Antigüedad este tipo de puentes han sido utilizados para salvar obstáculos y con el paso del tiempo y la introducción y mejora de los materiales de construcción, en la actualidad son capaces de soportar el tráfico rodado o de líneas de ferrocarril.
Este tipo de puente tiene cables suspendidos entre las pilonas o  torres, más cables de suspensión vertical anclados en ellos que soportan el peso del tablero inferior, sobre el que cruza el tráfico. Esta disposición permite que la plataforma esté nivelada o arqueada hacia arriba para tener más gálibo adicional. Al igual que otros tipos de puentes colgantes, este tipo de estructuras se construyen sin necesidad de cimbras.
Los cables de suspensión deben estar anclados en cada extremo del puente, ya que cualquier carga aplicada en el puente se transforma en tensión en esos cables principales. Los cables principales continúan más allá de las pilonas hasta los soportes al nivel del tablero, y continúan hasta las conexiones con anclajes en el terreno. La plataforma está soportada por cables o varillas de suspensión verticales, llamadas perchas (o también péndolas). En algunas circunstancias, las torres pueden asentarse sobre un acantilado o borde del cañón y la vía puede pasar directamente al vano principal; en otros casos, el puente tendrá que tener tramos más pequeños, que irán entre las pilonas y la vía dispuesta sobre el terreno, que puede estar soportada también por cables de suspensión (con muy poco arco) o que pueden usar cualquier otro tipo de puente para hacer la conexión. 

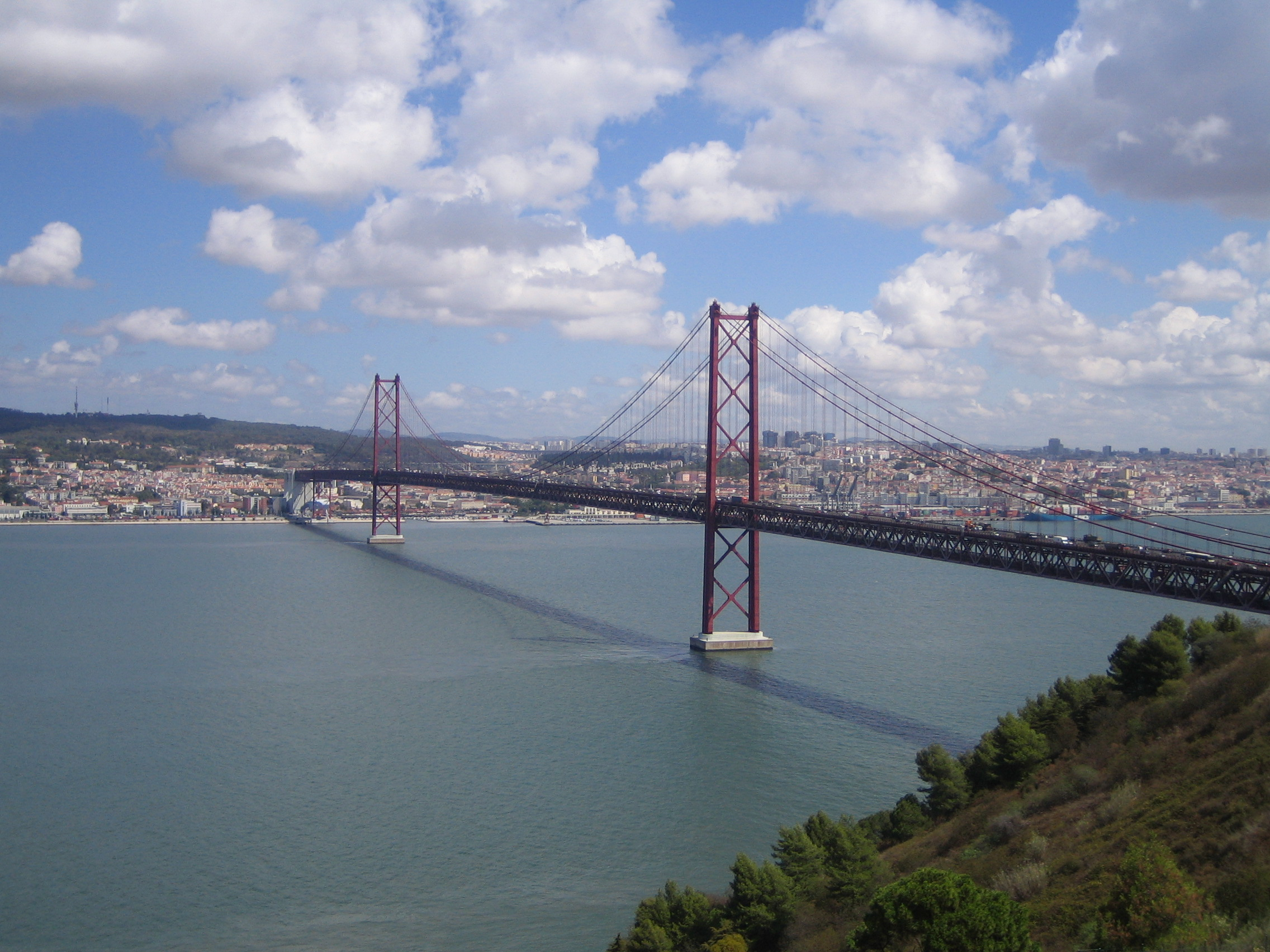
Puente 25 de Abril en Lisboa
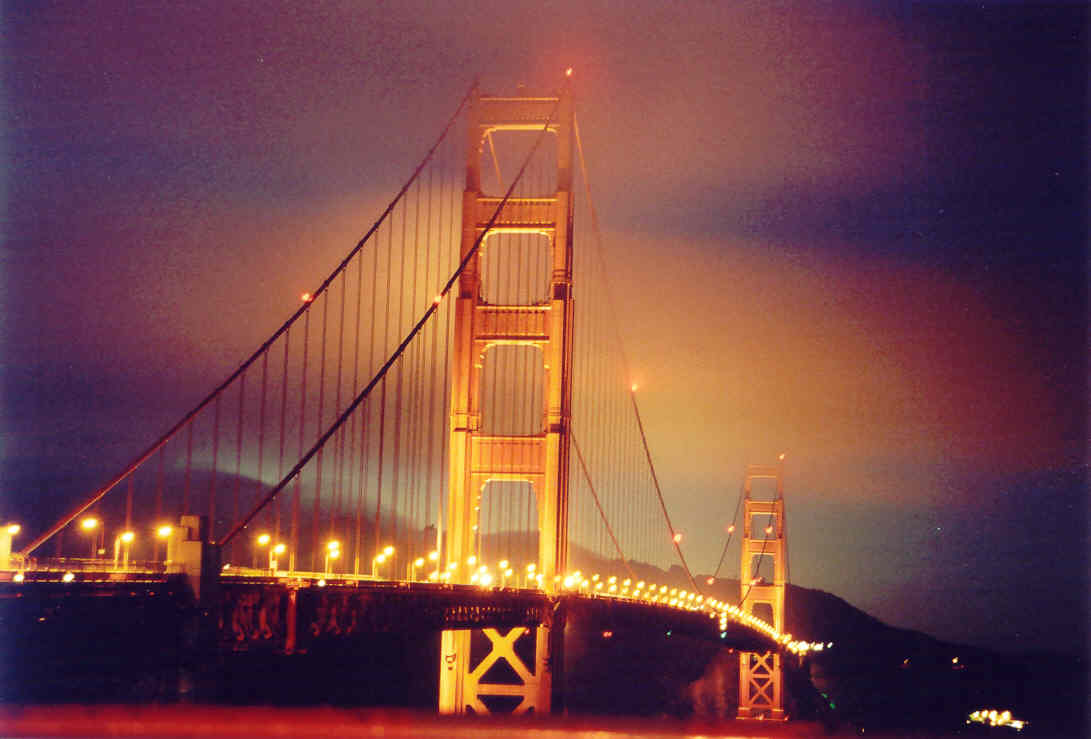
Golden Gate Bridge, uno de los más famosos, y récord de longitud del vano central durante muchos años. San Francisco (California)
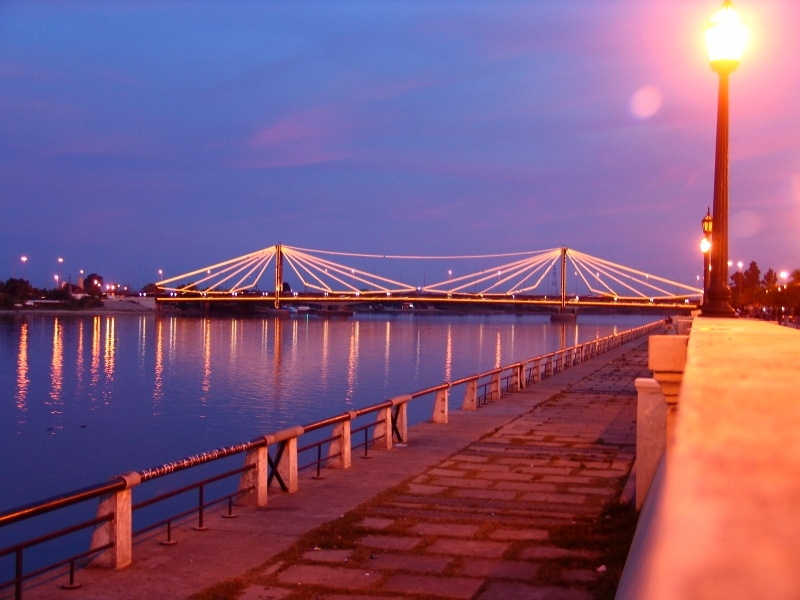
Puente Marcial Candioti en Santa Fe, Argentina

## Historia

### Precursores
Los primeros puentes colgantes fueron puentes de cuerdas colgadas a través de un abismo, con un tablero posiblemente en el mismo nivel o colgado por debajo de las cuerdas, de modo que la cuerda adoptaba la forma catenaria.
El santo tibetano y constructor de puentes Thangtong Gyalpo originó el uso de cadenas de hierro en su versión de puentes colgantes simples. En 1433, Gyalpo construyó ocho puentes en el este de Bután. El último puente superviviente de cadenas de Gyalpo fue el puente Thangtong Gyalpo en Duksum, en ruta hacia Trashi Yangtse, que finalmente fue arrasado en 2004.  Los puentes de cadena de hierro de Gyalpo no incluían un puente de suspendido con tablero que es el estándar en todos los puentes colgantes modernos de la actualidad. En cambio, tanto la barandilla como la plataforma para caminar de los puentes de Gyalpo usaban cables. Los puntos de tensión que llevaba la guías estaban reforzados por las cadenas de hierro. Antes del uso de las cadenas de hierro, se cree que Gyalpo habría usado cuerdas de sauces retorcidas o de pieles de yak. Es posible que también haya usado paños apretados.
En las civilizaciones asiáticas, americanas o africanas, el puente colgante fue un temprano medio tradicional de franqueamiento de obstáculos, principalmente en las regiones montañosas donde se presentaba la dificultad de atravesar profundas gargantas. Así, se estima que en el siglo XVI, a la llegada de los españoles, había más de 200 puentes colgantes incas, piezas angulares de la vasta red de caminos del imperio americano. Alcanzaban habitualmente los 50 metros de longitud, probablemente más, bastante más que el arco de fábrica europeo de la época. Solo la aparición de la estructura metálica permitirá superar esa distancia sin pilares intermedios. Si los incas fueron la única civilización americana que desarrolló este tipo de puentes colgantes, ya existían en otras culturas de las regiones montañosas del mundo, en el Himalaya y en la antigua China. En China se construían puentes colgantes con cadenas de acero en el siglo III a. C. Pero lo habitual es que esos antiguos puentes estuvieran compuestos en su mayoría de lianas y con un tablero de madera, lo que permitía el paso de cargas modestas con una estructura de puente ligero.
Desde 1595, hay una representación de un puente colgante sobre cadenas que aparece en la obra de Fausto Verancio Machinae Novae (Venecia, 1595).

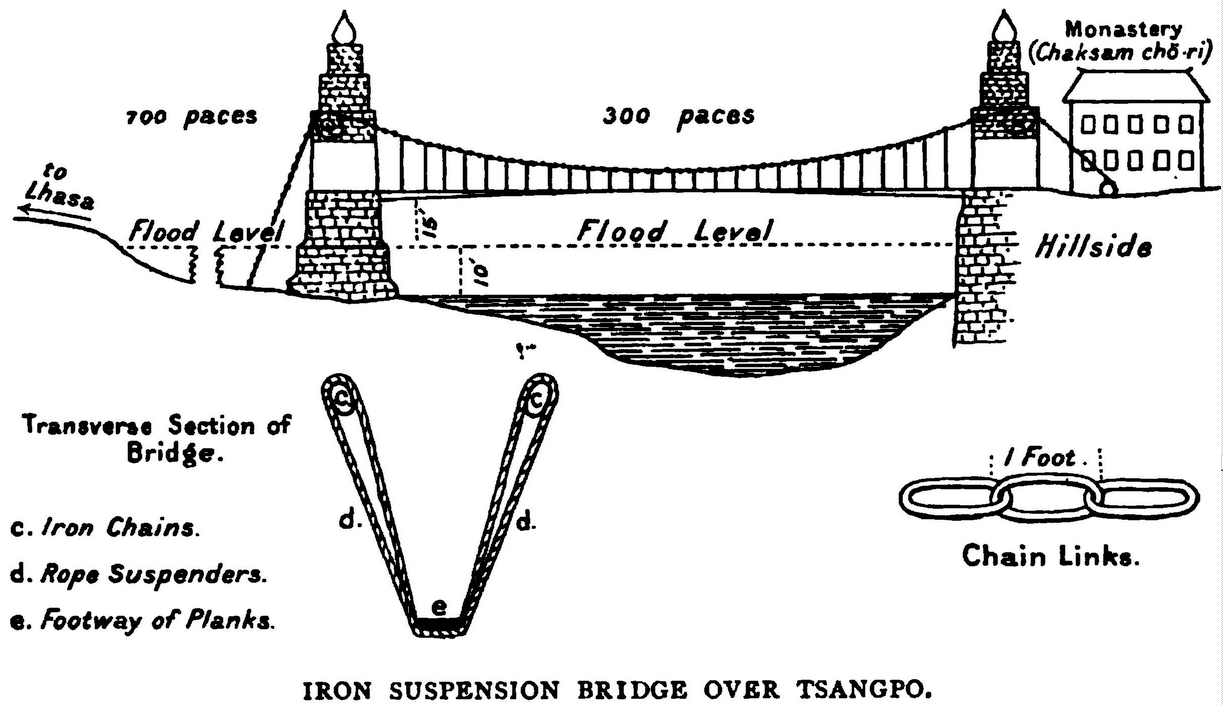
Dibujo del puente Chaksam construido en 1430en el Tíbet, al sur de Lhasa, con largas cadenas suspendidas entre torres, y cuerdas verticales que soportaban el peso de una acera entablonada debajo.
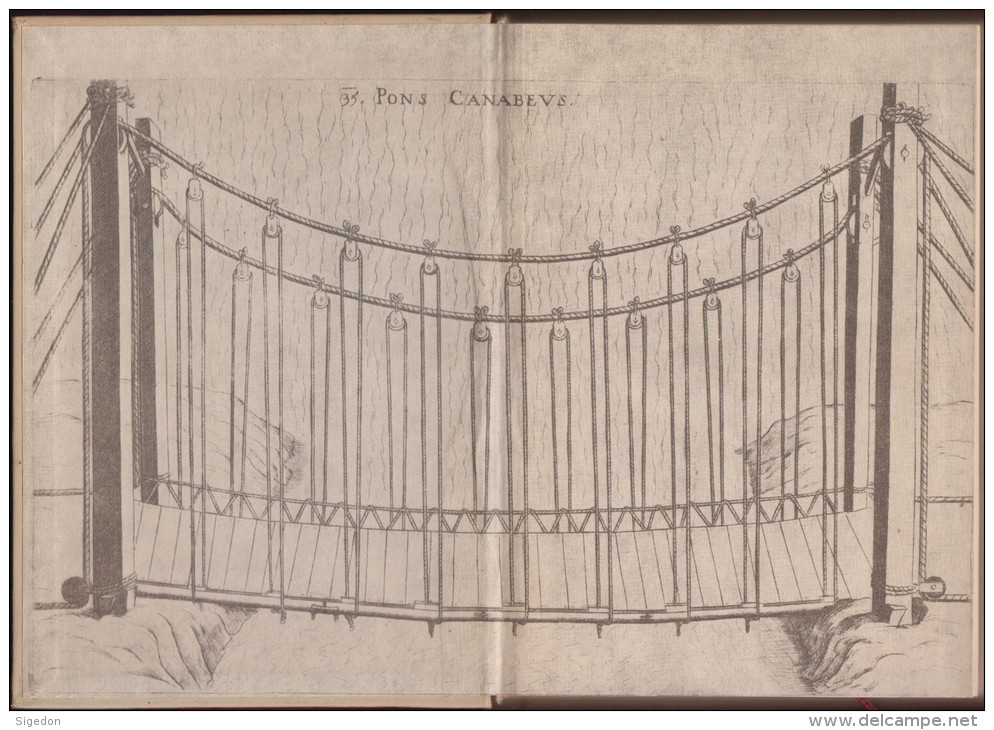
Primer dibujo de un puente colgante, de Fausto Veranzio, ca. 1595/1616.
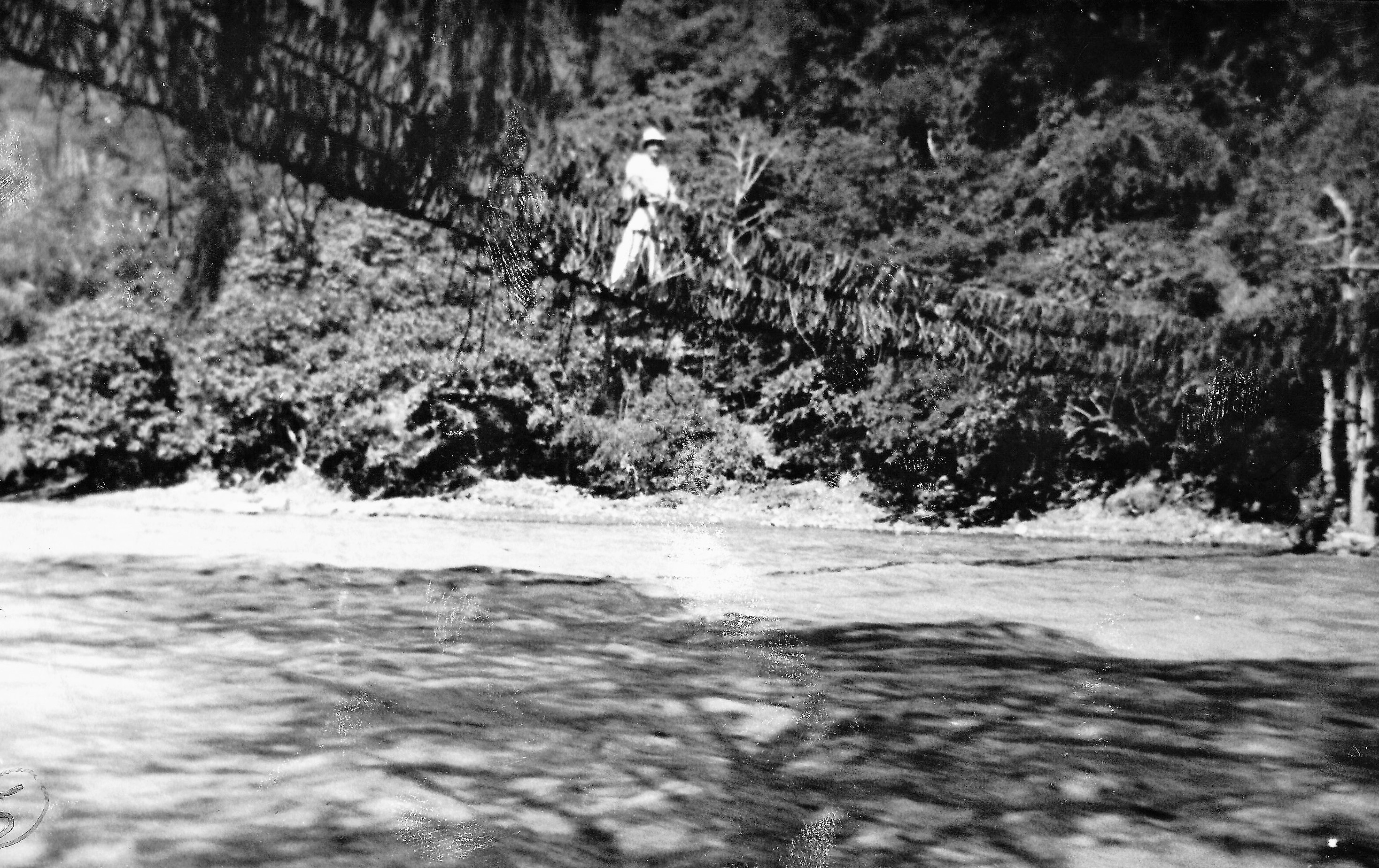
Puente colgante sobre el río Cuanana (1952), municipio de Yosondúa, Oaxaca, México.

### Puentes de cadenas
Pero la historia dice que donde nació el moderno puente colgante fue en América. Un juez e inventor, James Finley, tuvo la idea de un puente suspendido con cadenas de hierro forjado. El puente del arroyo Jacob se completó en 1802, en el condado de Westmoreland, al oeste de Pensilvania. El puente de Finley fue el primero en incorporar todos los componentes necesarios de un moderno puente colgante, incluida una plataforma suspendida que colgaba de tirantes. Finley, dado el éxito de esa fórmula que permitía erigir un puente con pocos costes y fácil de construir, presentó una patente de su diseño en 1808, y lo publicó en el diario de Filadelfia, The Port Folio, en 1810. Una primera generación de puentes vio la luz a partir de 1810. La luz que franqueaba era de entre 15 y 50 metros como máximo. Pero el uso de esos puentes manifestó pronto el problema de la oscilación: el puente entraba fácilmente en resonancia, y la presión que se ejercía sobre las cadenas las hacía ceder. En realidad, la experiencia de Estados Unidos en la ingeniería y en la calidad del hierro forjado era poco fiable. El desarrollo de los puentes quedó limitado en tamaño y en carga y muchos accidentes interrumpieron el éxito naciente del puente colgante, ya que la rotura de un solo eslabón suponía la rotura del tensor. 
La técnica enseguida cruzó el Atlántico para encontrar nuevos seguidores entre los británicos, que tenían un importante desarrollo de la metalurgia. Las cadenas se mejoraron considerablemente y los puentes colgantes se volvieron muy ambiciosos. Los primeros puentes británicos fueron construidos alrededor de 1815 y sus dimensiones no cesaron de crecer: el puente Dryburgh Abbey  (1817), de 137 m, y el puente Union  (1820). En 1826, el famoso ingeniero Thomas Telford construyó el puente colgante de Menai, de 125 m de luz, que permitía el paso bajo él de barcos de vela y fue «el primer puente colgante moderno importante». Era en ese momento el puente más grande en el mundo, ya que la mayoría de los puentes de la época tenían entre 70 y 100 m de vano. Otros destacados puentes fueron el de Conwy (1826), en el norte del País de Gales, y el primer puente de Hammersmith (1827), en la zona oeste de Londres.  El puente colgante de Clifton (diseñado en 1831, terminado en 1864 con un tramo central de 214 m) es uno de los más largos del tipo de cadena de arco parabólica. El actual puente colgante de Marlow fue diseñado por William Tierney Clark y fue construido entre 1829 y 1832, sustituyendo a un puente de madera aguas abajo que se derrumbó en 1828. Es el único puente colgante a través del Támesis en zonas no mareales. El puente colgante era la única manera de salvar tales luces, y se convirtió en un monumento a la gloria del progreso en plena revolución industrial europea.
Fue precisamente el desarrollo europeo de ésta lo que exportó el puente colgante a la parte continental. En Francia, la tecnología se conoció gracias a la apología expresada en los periódicos británicos. Se llevó a cabo en 1821, sin éxito, una misión de estudio de Ponts et Chaussées. Los franceses tenía uno de los ríos más difíciles de cruzar en el momento: el Ródano, con solo tres puentes fijos entre Lyon y el estuario en la época, incluyendo el dañado puente de Aviñón. De hecho, el río era, y es, ancho, muy caudaloso y sin disminución notable ya que se alimentaba del deshielo. Sin temporada seca, era imposible construir las pilonas de acuerdo con los métodos probados. La compañía Seguin Frères (Annonay, Ardèche), dirigida par Marc Seguin, propuso en 1822 un proyecto innovador: el puente colgante de Tournon. La empresa entendió rápidamente que en Francia  no era posible un puente colgante convencional debido a la mala calidad de las cadenas. Intentó entonces reemplazarlas con manojos de cables de hierro. Ese fue el nacimiento del cable. Después de varias pruebas y de una negativa de Ponts et Chaussées, el proyecto fue finalmente aceptado. A la innovación de los cables se añadió el uso del hormigón hidráulico para los cimientos, del hormigón armado (25 años antes de la primera patente) para las superestructuras y de elementos de refuerzo rigidizantes del tablero de madera. El puente colgante tomó su forma moderna.

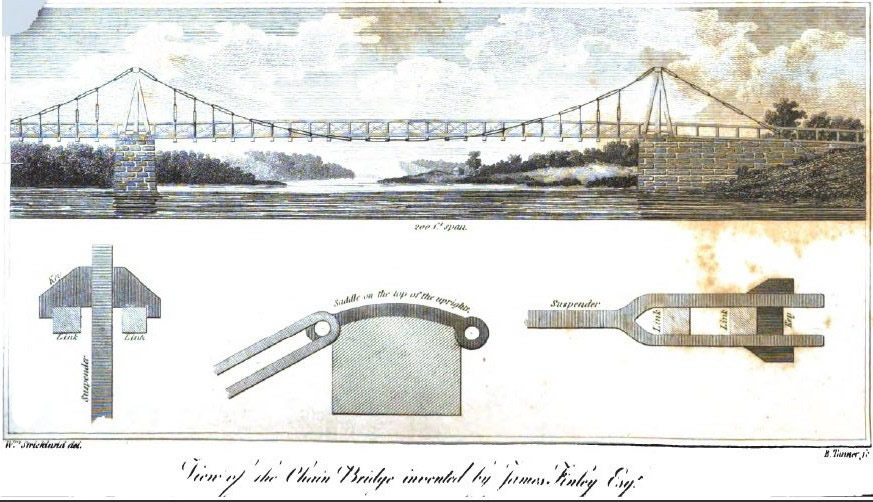
«View of the Chain Bridge invented by James Finley Esq.» [Vista del puente Chain inventado por James Finley Esqr.] (1810), grabado de William Strickland, publicado en un artículo del diario de Philadelphie y New York, The Port Folio, en junio de 1810.
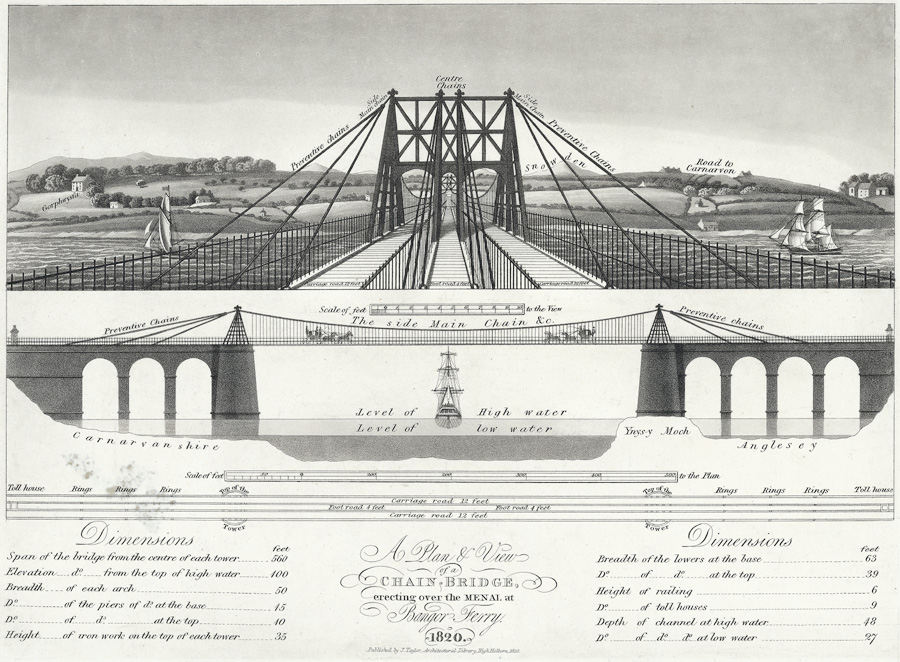
Una propuesta temprana para el puente de cadenas sobre el estrecho de Menai cerca de Bangor, Gales, completado en 1826.
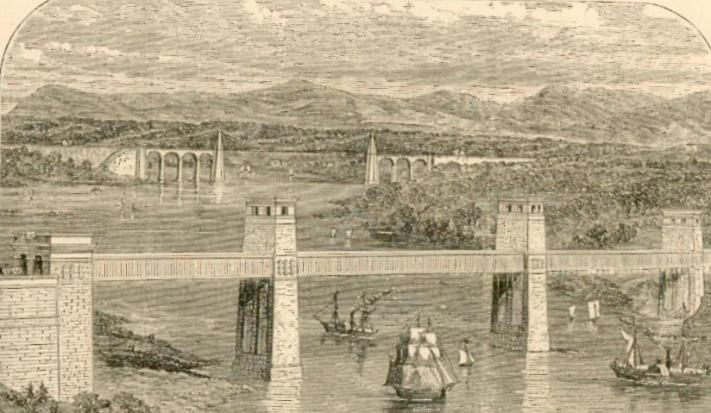
Al fondo, puente colgante de Menai (Thomas Telford, 1826). En primer plano, el puente tubular Britannia (Robert Stephenson, 1850). Vista ca. 1850.
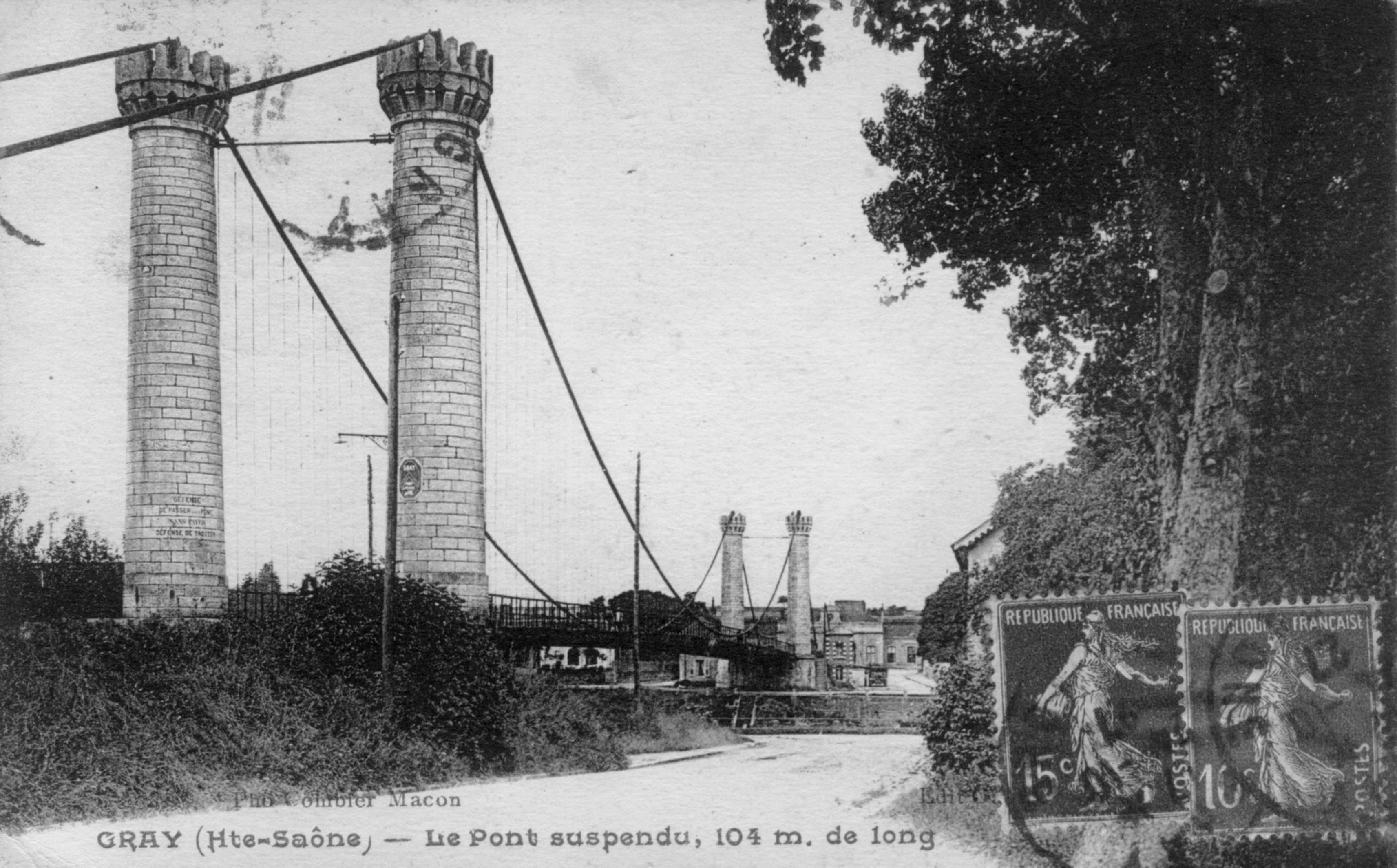
Gray: el puente colgante (104 m de largo).

El primer puente de cadenas en el continente europeo fue el puente de las Cadenas en  Núremberg, Alemania. El puente de cadenas Széchenyi, que atraviesa el río Danubio en Budapest, también fue diseñado por William Clark y es una versión a mayor escala del puente Marlow.
En 1823 se construyó en Ginebra la pasarela de Saint-Antoine y desde 1832, en Friburgo el grand pont suspendu cuyos cables de alambre trefilado de 87 kilos, y utilizados a 27 kilos de tensión de rotura (hilos paralelos), permitió que se alcanzara una luz de 273 m. Se construyeron así muchos puentes ligeros: Bercy y Constantine, en París (101 m), Gray, Châteaulin, La Roche-Bernard... pero esos puentes se movían mucho y por ello debían limitarse las cargas de tráfico. Sufrieron un eclipse en Francia hasta la aparición de la viga rígida, que permitía realizar obras comparables a los puentes en carpintería.
En 1832, Henri Navier ya estableció las primeras reglas para el cálculo de los puentes colgantes. A pesar del éxito que suponían empezaron a aparecer problemas. En 1831 un regimiento de soldados que desfilaban sobre el puente de Broughton en Reino Unido hizo entrar al puente en vibración, debido al paso acompasado del desfile, lo que provocó su rotura. Por desgracia en 1851 se volvió a repetir un desastre similar en Francia, en el puente de Angers, donde fallecieron 200 soldados. Los ingenieros franceses no volvieron a construir un puente colgante hasta 1871, y aún hoy en Europa existe tendencia a evitar construirlos. En América no fue así, los puentes colgantes tuvieron mucho éxito. En 1842 se completó el puente de cables de Fairmount en Filadelfia con una luz de 109 m. A finales del siglo XIX Estados Unidos había perfeccionado la construcción del puente colgante hasta alcanzar las enormes dimensiones actuales. En 1866, el puente de Roebling sobre el río Ohio tenía 322 m de luz, en 1869 este es superado por el puente del Niagara con 386 m, y en 1883 se termina el puente de Brooklyn con 486,3 m.
De esta forma también se construyó el puente de Clifton (1864). Una variación interesante es el Ferry Bridge en Burton-on-Trent, Staffordshire (1889), de Thornewill and Warham, en el que las cadenas no estaban unidas a los contrafuertes, como era habitual, sino que estaban unidas a las vigas principales, que quedaban así comprimidas. Ahí las cadenas eran de placas planas de hierro forjado, de ocho pulgadas (203 mm) de ancho por una pulgada y media (38 mm) de espesor, remachadas juntas.

### Cables de alambre
El primer puente colgante de cables de alambre fue el puente Spider en Falls of Schuylkill (1816), una pasarela modesta y temporal construida tras el colapso del cercano puente Chain Falls of Schuylkill (1808) de James Finley. El vano de la pasarela era de 124 m, aunque su tablero tenía solo 0,45 m de ancho.
El desarrollo de los puentes colgantes de cable de alambre data del puente colgante simple temporal en Annonay construido por  Marc Seguin  y sus hermanos en 1822. Se extendía solo 18 m. El primer puente colgante de cable permanente fue el puente Saint Antoine de  Guillaume Henri Dufour en Ginebra de 1823, con dos luces de 40 m. El primero con cables montados al aire según el método moderno fue el Gran Puente colgante de Joseph Chaley en Friburgo, en 1834.
En los Estados Unidos, el primer gran puente colgante de cables de alambre fue el puente de alambre en Fairmount en Filadelfia, Pensilvania. Diseñado por Charles Ellet, Jr. y completado en 1842, tenía una luz de 109 m. El puente colgante de las cataratas del Niágara de Ellet (1847-1848) fue abandonado antes de su finalización. Fue utilizado como andamio para el puente de dos pisos, ferroviario y carretero, de John A. Roebling (1855).
El puente Otto Beit (1938-1939) fue el primer puente colgante moderno fuera de los Estados Unidos construido con cables paralelos.

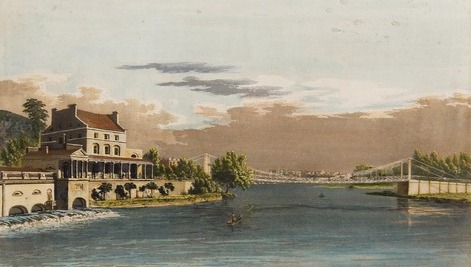
Wire Bridge at Fairmount (1842, remplazado en 1874).
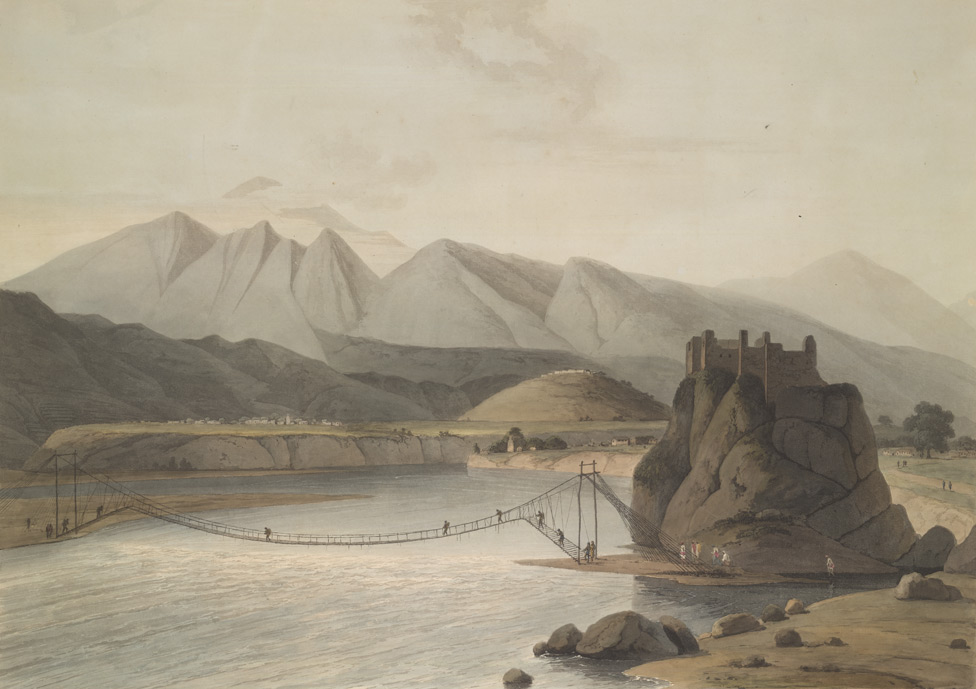
Puente colgante en Srinagar, del siglo XIX.
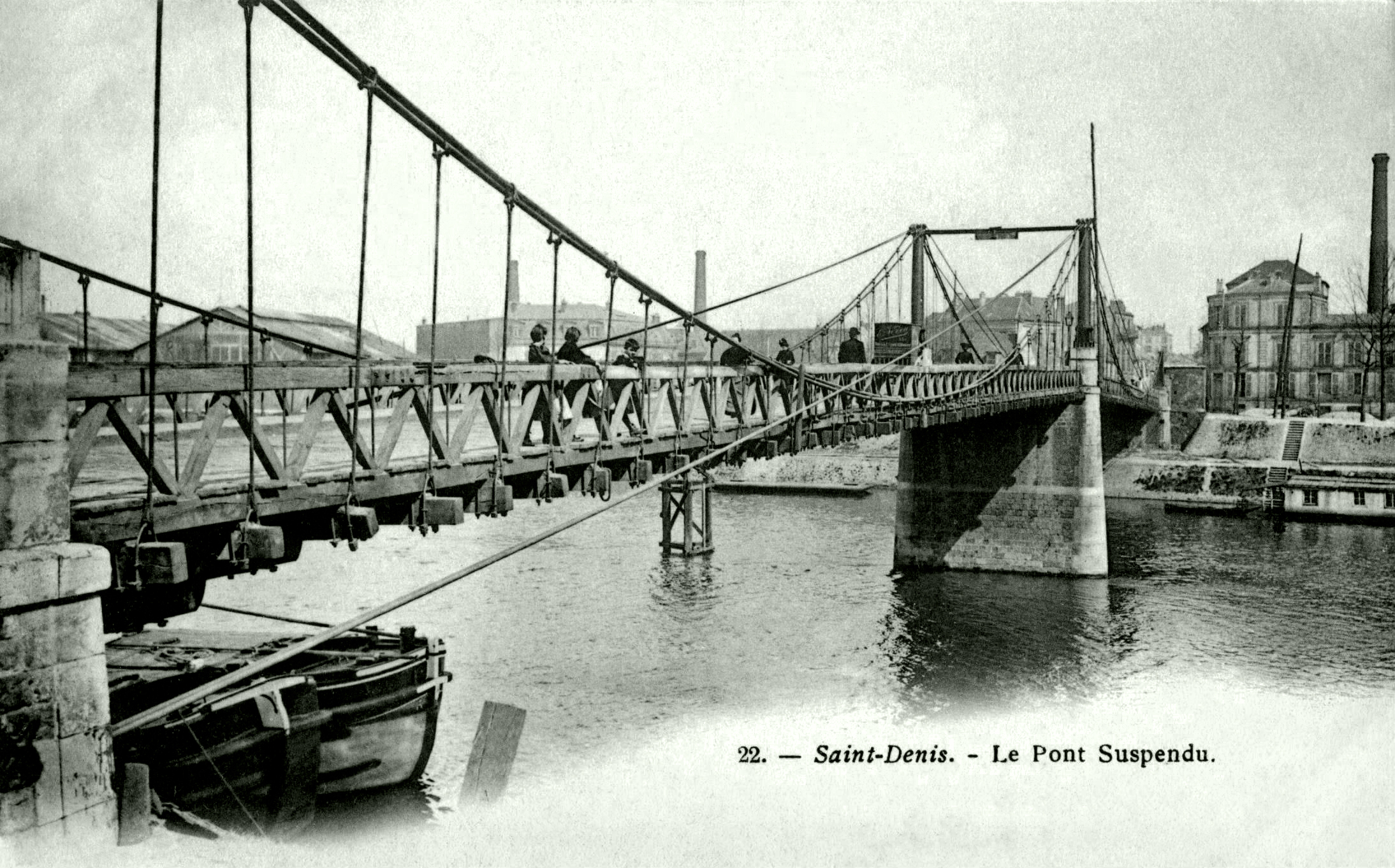
Puente colgante en el Sena que une Saint-Denis y Île Saint-Denis (1844), construido por Marc Seguin y hermanos, reemplazado por el puente Formigé en 1905.
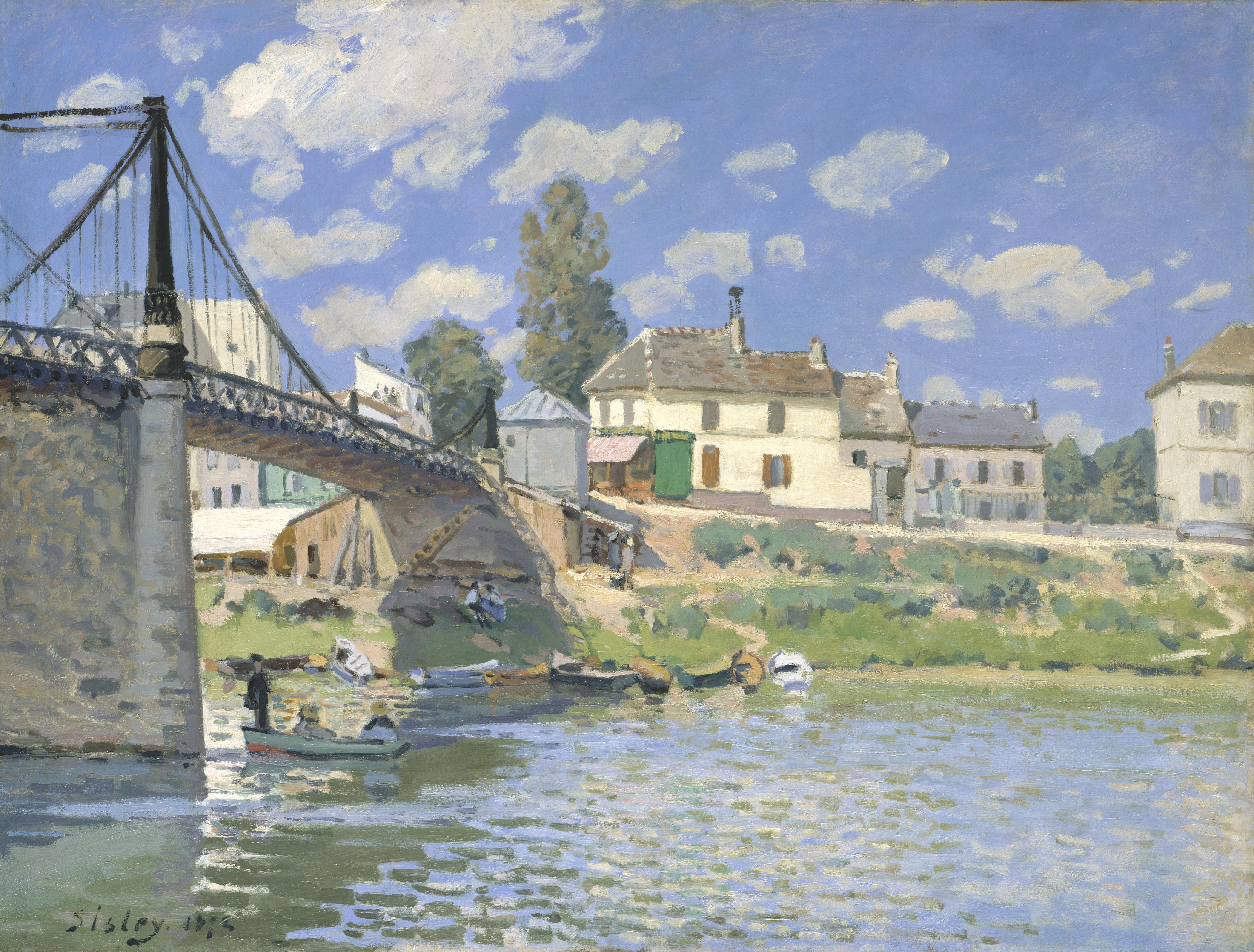
Puente de Villeneuve-la-Garenne (1844), pintado en 1872 por Alfred Sisley.

De acuerdo con un primer recuento, durante el siglo XIX, se construyeron unos 400 puentes, una gran mayoría entre 1825 y 1850. Muchos de ellos aún permanecen en uso.
A principios de siglo XX el puente colgante ya dominaba ampliamente las grandes luces y desde entonces se han construido puentes colgantes por todo el mundo. En 1931 se superó por primera vez el kilómetro en un solo vano en el puente George Washington, en Estados Unidos. En 1937 se terminó el famoso puente Golden Gate con un vano de 1280 m, un puente que conservó el récord de mayor luz hasta 1964. En la actualidad hay ya 10 puentes que superan en luz al Golden Gate, siendo desde 2012 el de mayor luz el Gran Puente de Akashi Kaikyō con una longitud total de 3911 m y una luz máxima de 1991 m (1,55 veces mayor que la del Golden Gate). Si bien los proyectos de grandes puentes colgantes son difíciles de financiar, las ventajas económicas que suponen para una región han hecho que se sigan planteando nuevos puentes, aún mayores que los existentes, como el puente del estrecho de Mesina que permitiría unir Sicilia con el continente con un vano de más de tres kilómetros. Por otro lado el éxito de proyectos de túneles bajo estrechos como el Eurotúnel o el túnel Seikan han hecho replantearse grandes proyectos de puentes como el puente de Gibraltar. En otros casos se han adoptado soluciones híbridas (puente y túnel) como es el puente de Oresund con excelentes resultados para la navegación marítima y el tráfico rodado. En la actualidad el puente colgante es una opción usual para vanos mayores a los 500 m, y prácticamente la única solución posible para vanos superiores al kilómetro, y cuando sea peligroso para el tráfico marítimo añadir apoyos centrales temporales o permanentes, o no sea viable añadir tales apoyos centrales.

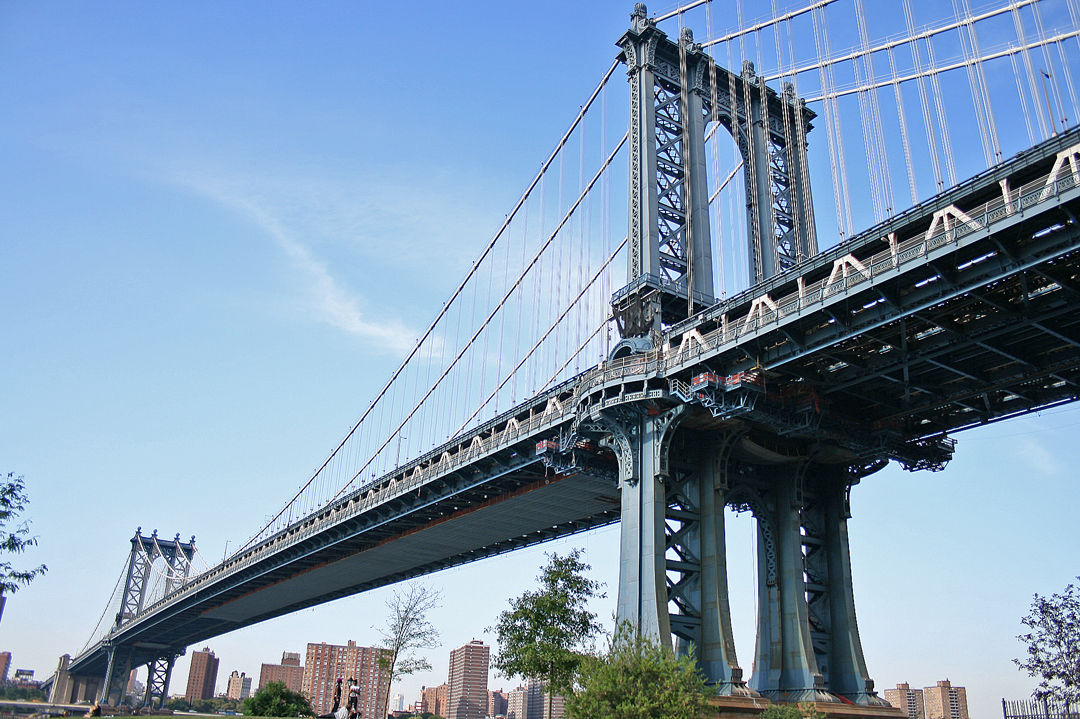
El puente de Manhattan (1909), que conecta Manhattan y Brooklyn en la ciudad de Nueva York, se considera el precursor de los modernos puentes colgantes; su diseño sirvió como modelo para muchos de los puentes colgantes de largo alcance en todo el mundo.
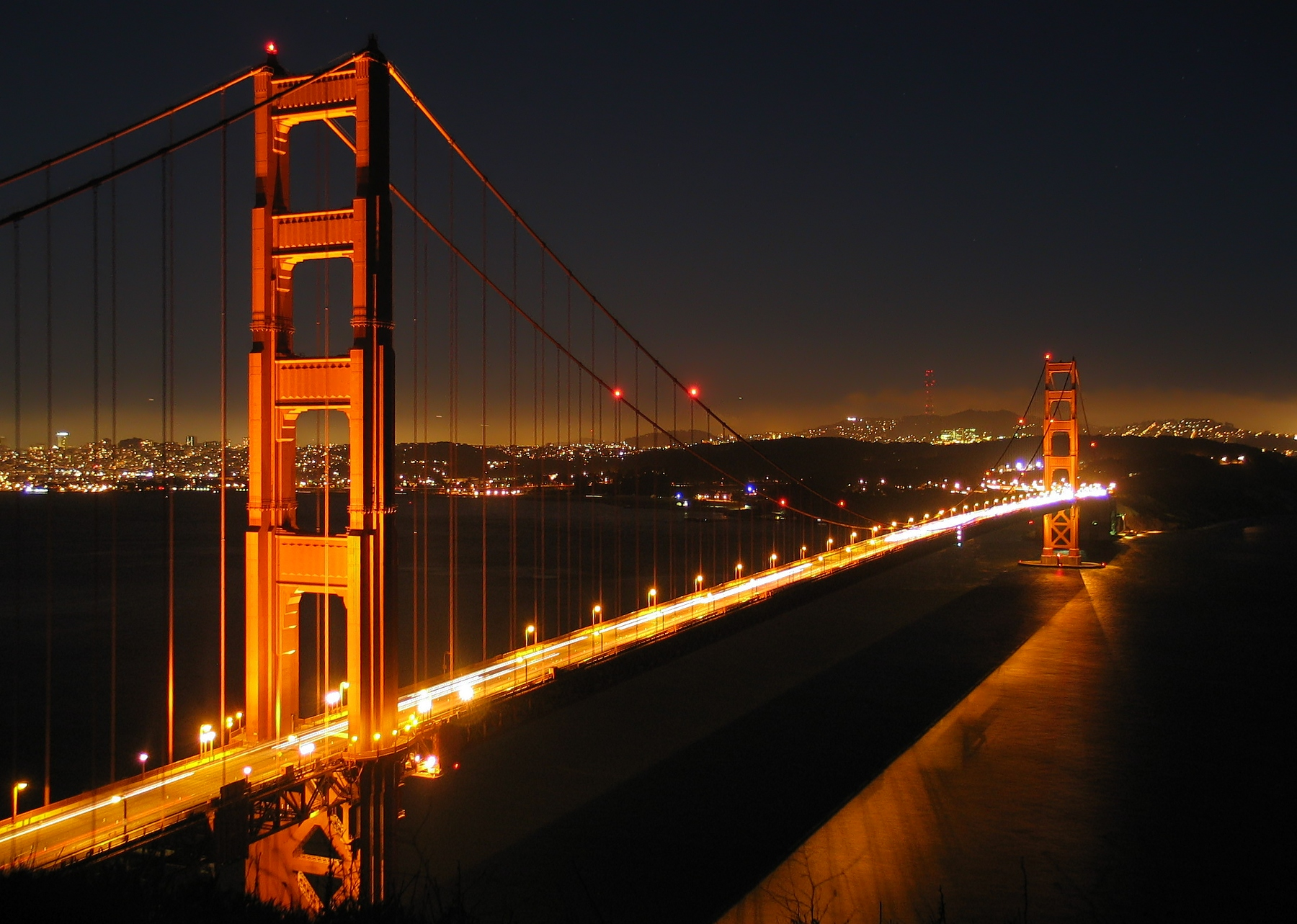
El puente Golden Gate es uno de los grandes puentes más famosos del mundo. Terminado en 1937, el puente no sólo fue pionero en su ingeniería, también lo fue en el uso de medidas de seguridad como redes para evitar caídas.

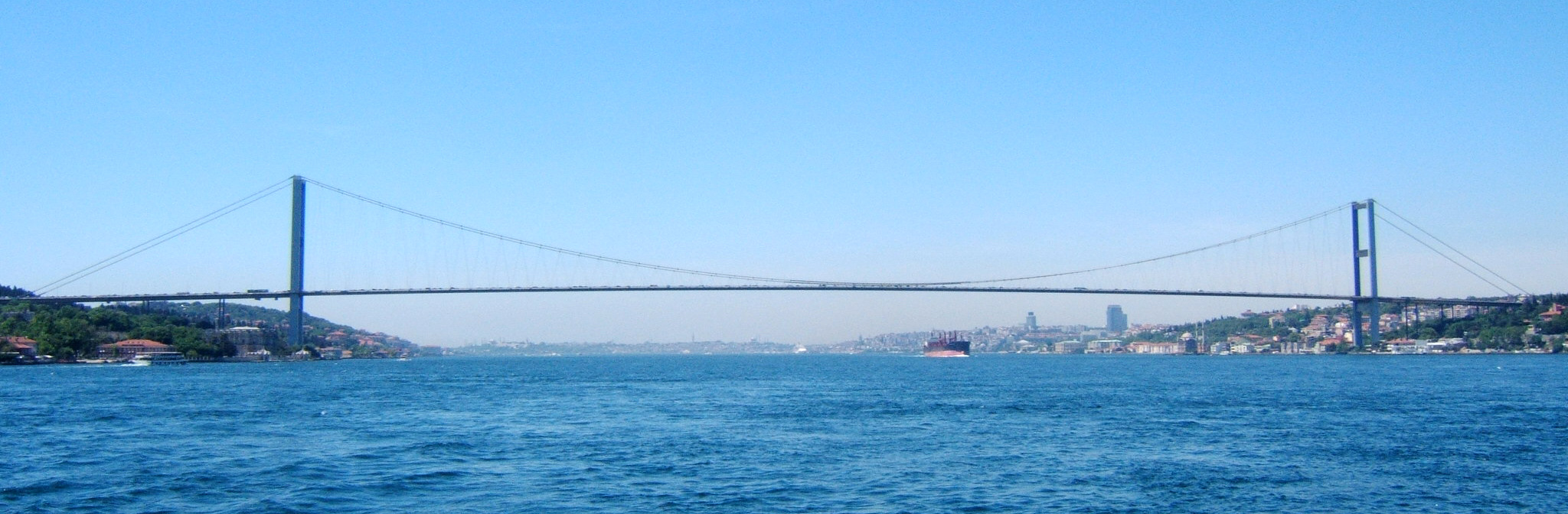
El puente del Bósforo, en Estambul.

## Ventajas y desventajas

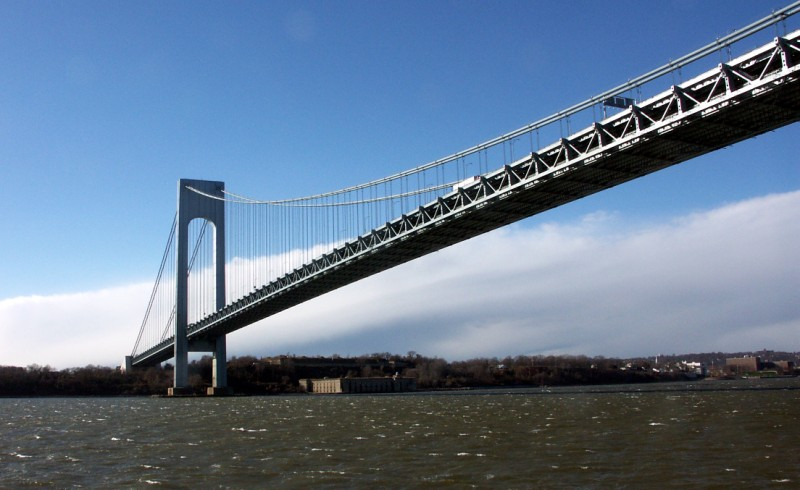
Puente Verrazano Narrows en NY, conocido por ser imagen de una compañía de seguros; además, sucedió al Golden Gate como puente con el mayor vano (más largo) de EE. UU.

Los puentes colgantes tiene las siguientes ventajas:
- La cantidad de material empleado en la construcción es mucho menor que la necesaria para un puente apoyado porque, para la misma carga, los materiales resisten mucho mejor a tracción que a compresión (a compresión requieren mayor sección para evitar el pandeo).
- El vano central puede ser muy largo en relación con la cantidad de material empleado, permitiendo atravesar cañones o vías de agua muy anchos.
- Pueden tener la plataforma a gran altura permitiendo el paso de barcos muy altos.
- No necesitan apoyos centrales durante su construcción, permitiendo construir sobre profundos cañones o cursos de agua muy ocupados por el tráfico marítimo o de aguas muy turbulentas.
- Siendo relativamente flexibles, pueden flexionar bajo vientos violentos y terremotos, donde un puente más rígido tendría que ser más grande y fuerte.

Y también las desventajas que siguen:
- Al faltar rigidez el puente se puede volver intransitable en condiciones de fuertes vientos o turbulencias, y requeriría cerrarlo temporalmente al tráfico. Esta falta de rigidez dificulta mucho el mantenimiento de vías ferroviarias.
- Bajo grandes cargas de viento, las torres ejercen un gran momento (fuerza en sentido curvo) en el suelo, y requieren una gran cimentación cuando se trabaja en suelos débiles, lo que resulta muy caro.

## Estructura y funcionamiento

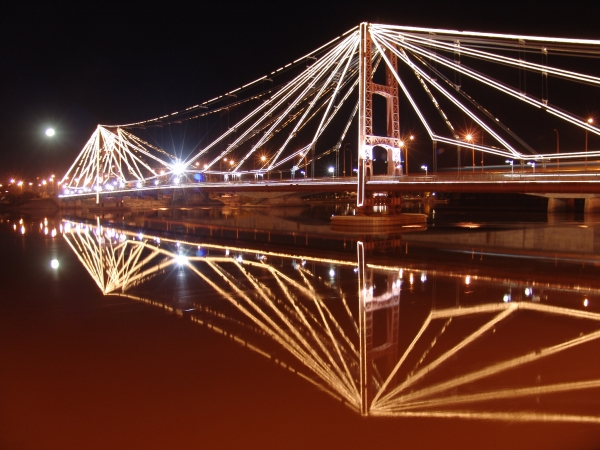
Ejemplo de puente atirantado en Santa Fe (ciudad de Argentina).

En el tipo más conocido de puente colgante, los cables que constituyen el arco invertido están anclados en cada extremo del puente a un elemento de soporte, comúnmente una torre, ya que son los encargados de transmitir una parte importante de la carga que tiene que soportar la estructura. El tablero suele estar suspendido mediante tirantes verticales sujetos a dichos cables. Las torres llevan las cargas al terreno firme.
Las fuerzas principales en un puente colgante son de tracción en los cables principales y de compresión en los pilares. Todas las fuerzas en los pilares o torres deben ser casi verticales y hacia abajo, y son estabilizadas por los cables principales, estos pueden ser muy delgados, como son, por ejemplo, en el Puente de Severn, Inglaterra.

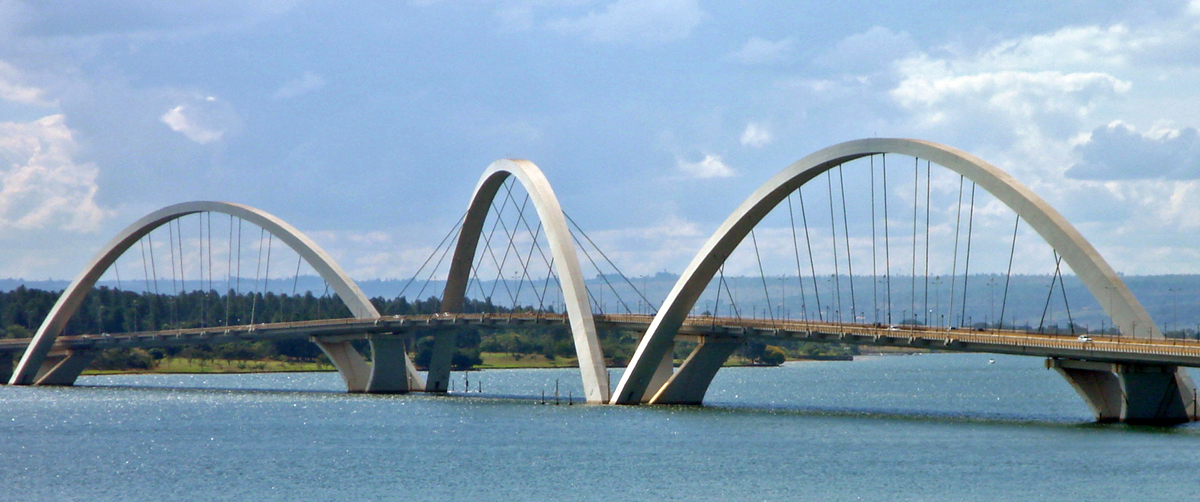
Puente Juscelino Kubitschek, Brasilia, Brasil. Los arcos no se encuentran en el mismo plano y los cables de suspensión forman una superficie parabólica.

Asumiendo como casi despreciable el peso del cable principal comparado con el peso de la pista y de los vehículos soportados, unos cables de un puente colgante formarán una parábola (muy similar a una catenaria, la forma de los cables principales sin cargar antes de que sea instalada la pista). Esto puede ser visto por un gradiente constante que crece con el aumento lineal de la distancia; este incremento en el gradiente a cada conexión con el tablero crea un aumento neto de la fuerza. Combinado con las cargas relativamente sencillas que da el tablero, esto hace que los puentes colgantes sean más simples de diseñar, calcular y analizar que los puentes atirantados, en los que el tablero trabaja a compresión.
También se hace puentes colgantes con un arco de sujeción al que van anclados los tirantes, como los casos del puente Juscelino Kubitschek de Brasilia o el tablero inferior del puente Luiz I en Oporto.

## Tipos de suspensión
La suspensión en los puentes más antiguos se hizo con cadenas o barras enlazadas (ver: Puente de las Cadenas de Budapest), pero los puentes modernos tienen múltiples cables de acero. Esto es para mayor redundancia; unos pocos cables con defectos o fallos entre los cientos que forman el cable principal son una pequeña amenaza, mientras que un solo eslabón o barra malo o con defectos puede anular el margen de seguridad o echar abajo la estructura.

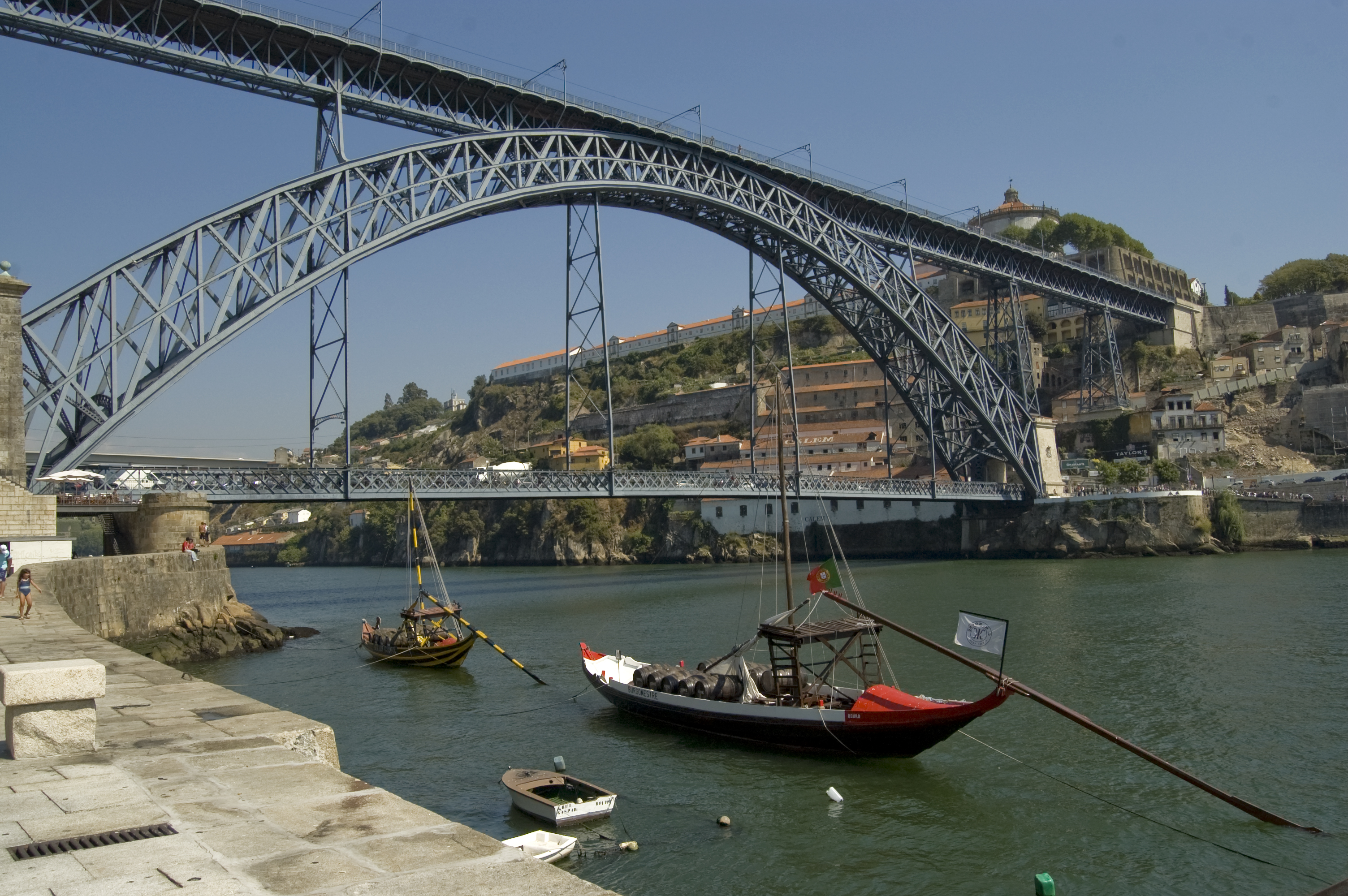
Puente Luiz I (1886) en Oporto.

Un caso curioso es el puente Don Luis I de Oporto (Portugal), que tiene dos tableros, soportados por un arco único, de estructura metálica: el tablero superior está apoyado en el arco y el inferior colgado del mismo, aunque no con cables, sino con una estructura de piezas metálicas.

## Tipos de tablero en los puentes colgantes

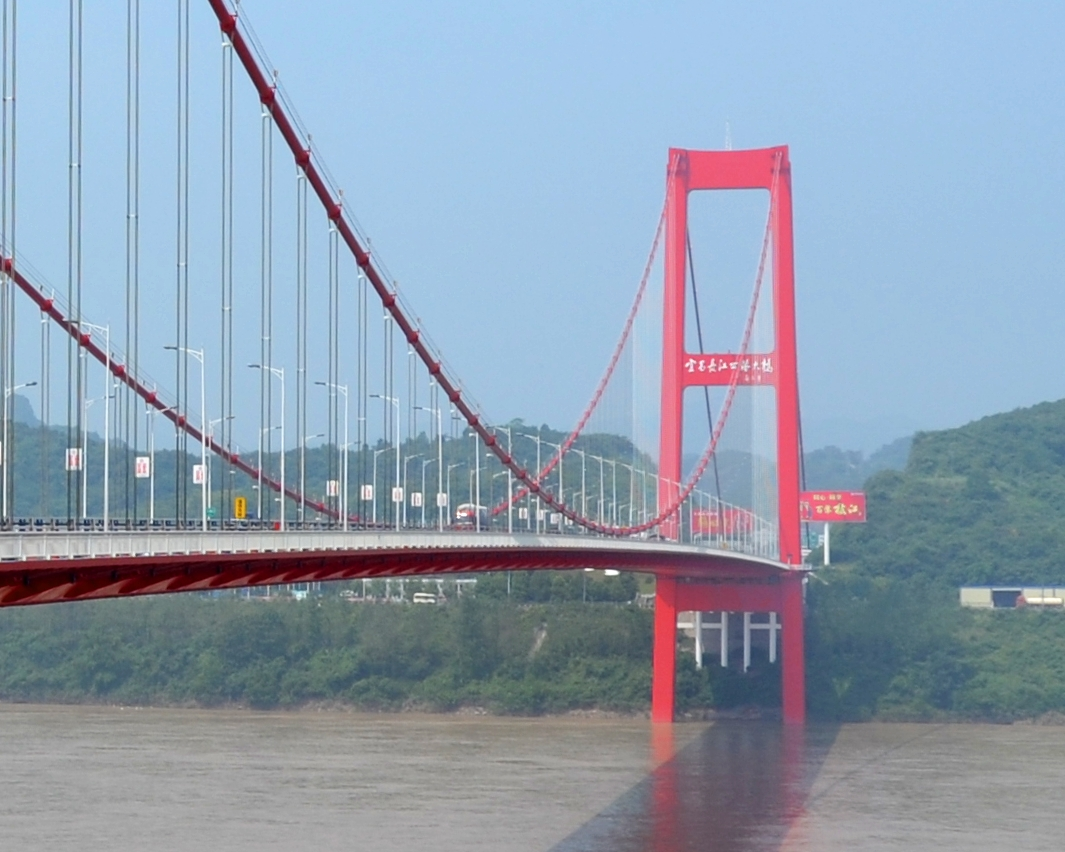
Obsérvese la delgadez del tablero de este puente sobre el Yangtze en China.

La mayoría de los puentes colgantes usan estructuras de acero reticuladas para soportar la calzada (en consideración a los efectos desfavorables que muestran los puentes con placas laterales verticales, como se vio en el desastre del puente de Tacoma Narrows). Recientes desarrollos en aerodinámica de puentes han permitido la reintroducción de estructuras laterales en la plataforma. En la ilustración de la derecha nótese la forma muy aguzada en el borde y la pendiente en la parte inferior del tablero. Esto posibilita la construcción de este tipo sin el peligro de que se generen remolinos de aire (cuando sopla el viento) que hagan retorcerse a la estructura como ocurrió con el ya citado puente de Tacoma Narrows.

## Otras aplicaciones del tipo de estructura
Los principios de suspensión usados en los grandes puentes pueden también aparecer en otros contextos. La suspensión con cables ligeros puede servir como una solución económica y más elegante para los puentes peatonales que soportarlos mediante un gran enrejado. Cuando un puente une dos edificios próximos no es necesario construir torres y los mismos edificios pueden sostener los cables. La suspensión con cables puede ser también aumentada con la inherente rigidez de una estructura teniendo mucho en común a un puente tubular.

## Secuencia de construcción
- Cuando las torres tienen cimentación bajo el agua, se hunden cajones y cualquier fondo blando se puede excavar para realizar las cimentaciones. Si la roca base está muy profunda para ser alcanzada mediante excavación o con el hundimiento de cajones, o bien se profundiza con pilotes hasta la roca base o hasta una capa superior de suelo duro, o bien se puede construir un gran encepado de hormigón para distribuir el peso sobre las capas de suelo menos resistente. Se continua luego  la construcción de los cimientos por encima de la superficie del agua.
- Cuando las torres se asientan en terreno seco, se usan cimentaciones profundas o pilotes.
- Desde los cimientos de la torre, se construyen torres de múltiples columnas usando hormigón, piedra o estructuras de acero. A cierta altura las pilonas deben dejar un espacio para que pase la plataforma de circulación, elevándose luego las columnas desde ese nivel.
- Se disponen cables suaves y lisos anclados en las torres, llamados monturas. Esto permite ligeros movimientos del cable según las cargas van cambiando durante la construcción. La parte superior de esos asientos puede cerrarse con una parte adicional después de la conclusión del puente.
- Los amarres se construyen para resistir la tensión lateral de los cables. Estos se anclan en roca de buena calidad. La estructura de anclaje tendrá múltiples armellas sobresalientes encerradas en un espacio seguro.
- Una pasarela peatonal temporal colgante soportada por cables sigue la curva de los cables principales para ser construidos, y matemáticamente describe un arco de catenaria.
- Otro conjunto de cables en cuerda se tienden sobre la calzada y se usan para soportar un carretón con ruedas montando por encima de esos cables. Se instalará un juego de cables temporales y un carretón por cada cable principal que forme parte de la estructura definitiva.
- Los cables de tracción están enrollados en un carrete del carretón, y son capaces de tirar del carretón desde un amarre hasta el otro, viajando describiendo en arcos desde la parte alta de ambas torres.
- El cable de alta resistencia, normalmente de menos de 10 mm de diámetro, se enrolla en las poleas del carretón, con un final sujeto al amarre. Los trabajadores están a lo largo de la vía atando el cable nuevo al manojo de cables con ataduras temporales. Cuando el carretón llega al amarre opuesto, el bucle se coloca sobre el agujero de la barra del amarre.(Imposible de traducir, si alguien sabe que traduzca.)
- El carretón vuelve al punto de inicio para iniciar otro bucle o se usa para llevar un nuevo bucle desde este lugar.
- Según se van haciendo pasadas, se protegen contra la corrosión los cables.
- Se colocan múltiples subcables adyacentes ajustándose a los otros. Mientras estén dispuestos de forma hexagonal, la forma del cable principal es circular.
- El cable entero es comprimido por unas prensas hidráulicas en un paquete cilíndrico cerrado y estrechamente enrollado con cable adicional para adquirir la forma circular final de la sección del cable principal.
- Los manojos para llevar los cables suspensores se sujetan con abrazaderas a los cables principales, cada uno con una apropiada forma para conformar la última pendiente de los cables principales. Cada manojo es igual a la distancia horizontal del siguiente con un espaciado apropiado para el diseño de la pista.
- Los cables suspensores se diseñan y cortan en longitudes precisas y llevadoslos extremos plegados se enrollan sobre las monturas. En algunos puentes, cuando las torres están próximas a las orillas, los cables suspensores pueden colocarse solo en el vano central.
- Se enganchan dispositivos especiales de elevación desde los cables suspensores o desde los cables principales para elevar las secciones prefabricadas de la plataforma hasta la altura adecuada, ...
- Se utilizan elevadores especiales unidos a los suspensores o a los cables principales para levantar las secciones prefabricadas de la plataforma del puente al nivel adecuado, siempre que las condiciones locales permitan que esas secciones sean transportadas por debajo del puente en barcazas u otros medios; también se puede extender sobre la plataforma una sección en voladizo. Durante la construcción, las partes terminadas de la plataforma parecerán inclinarse hacia arriba bastante bruscamente, ya que no hay fuerza hacia abajo en el centro del tramo. Una vez completada la plataforma, la carga adicional tirará de los cables principales según un arco matemáticamente descrito como parábola, mientras que el arco descrito por la plataforma será el concebido por el diseñador; generalmente un suave arco ascendente para dejar gálibo libre si por debajo pasa una vía navegable, o será plano en los otros casos, como un vano sobre un cañón.
- Con la conclusión de la estructura primaria se añaden varios detalles como la iluminación, barandillas, remates, pavimentado y pintura.

## El puente ante un sismo
La estructura de un puente colgante está formada por pilotes de cemento o acero que están anclados en el suelo, en profundidad o en roca. En un sismo tiembla la tierra y esto provoca que los pilotes suban y bajen junto con el movimiento del terreno, provocando que los tirantes o cables de soporte tiemblen y de esta manera se aflojen poco a poco hasta quedar cortados, causando la inestabilidad en el equilibrio del puente. En efecto, al cortarse un cable, los demás cables sufren un tirón brusco y esto puede provocar el corte en cadena de otros cables; por esta razón los puentes se cierran al tránsito después de un sismo.